# Arrows A3
Chronologie des modèles (1980 et 1981)
Arrows A2 Arrows A4
L'Arrows A3 est une monoplace de Formule 1 engagée par Arrows en 1980 et 1981.

## Historique
Après l'échec de l'Arrows A2 en 1979, Arrows conçoit une monoplace plus conventionnelle. Elle dispose d'un empattement court, d'un aileron arrière et d'un museau. La boîte de vitesses est mieux intégrée aérodynamiquement pour réduire la traînée.
La voiture est engagée en 1981 car Arrows n'a pas les moyens de créer une voiture avec une suspension hydropneumatique comme la Brabham BT49C.
Avec cette voiture, Riccardo Patrese réalise l'unique pole position de l'écurie Arrows, lors du Grand Prix d'ouverture de la saison 1981, le Grand Prix des États-Unis Ouest. En course, il conserve l'avantage lors du départ mais est mis sous pression par les Williams-Ford Cosworth de Carlos Reutemann et Alan Jones, le champion du monde en titre. Au vingt-cinquième des quatre-vingts tours, Reutemann dépasse l'Arrows qui connaissait déjà quelques problèmes de moteur. Après un passage au stand, l'Italien renonce à cause d'un filtre à essence bouché alors qu'il accusait plusieurs tours de retard.
L'Italien se rattrape au Brésil où il termine troisième et à Saint-Marin, avec une deuxième place. Après ce deuxième podium en quatre Grands Prix, Arrows occupe la quatrième place du championnat constructeurs avec 10 points, les derniers de l'année, et l'écurie se classe en huitième position.

## Résultats en championnat du monde de Formule 1
| Saison | Écurie                        | Moteur               | Pneus            | Pilotes            | Courses | Courses | Courses | Courses | Courses | Courses | Courses | Courses | Courses | Courses | Courses | Courses | Courses | Courses | Courses | Points inscrits | Classement |
| Saison | Écurie                        | Moteur               | Pneus            | Pilotes            | 1       | 2       | 3       | 4       | 5       | 6       | 7       | 8       | 9       | 10      | 11      | 12      | 13      | 14      | 15      | Points inscrits | Classement |
| ------ | ----------------------------- | -------------------- | ---------------- | ------------------ | ------- | ------- | ------- | ------- | ------- | ------- | ------- | ------- | ------- | ------- | ------- | ------- | ------- | ------- | ------- | --------------- | ---------- |
| 1980   | Warsteiner Arrows Racing Team | Ford-Cosworth DFV V8 | Goodyear         |                    | ARG     | BRÉ     | AFS     | EUO     | BEL     | MON     | FRA     | GBR     | ALL     | AUT     | P-B     | ITA     | CAN     | EUE     |         | 11              | 7e         |
| 1980   | Warsteiner Arrows Racing Team | Ford-Cosworth DFV V8 | Goodyear         | Riccardo Patrese   | Abd.    | 6e      | Abd.    | 2e      | Abd.    | 8e      | 9e      | 9e      | 9e      | 14e     | Abd.    | Abd.    | Abd.    | Abd.    |         | 11              | 7e         |
| 1980   | Warsteiner Arrows Racing Team | Ford-Cosworth DFV V8 | Goodyear         | Jochen Mass        | Abd.    | 10e     | 6e      | 7e      | Abd.    | 4e      | 10e     | 13e     | 8e      | Nq      |         |         | 11e     | Abd.    |         | 11              | 7e         |
| 1980   | Warsteiner Arrows Racing Team | Ford-Cosworth DFV V8 | Goodyear         | Mike Thackwell     |         |         |         |         |         |         |         |         |         |         | Nq      |         |         |         |         | 11              | 7e         |
| 1980   | Warsteiner Arrows Racing Team | Ford-Cosworth DFV V8 | Goodyear         | Manfred Winkelhock |         |         |         |         |         |         |         |         |         |         |         | Nq      |         |         |         | 11              | 7e         |
| 1981   | Ragno Arrows Beta Racing Team | Ford-Cosworth DFV V8 | Michelin Pirelli |                    | EUO     | BRÉ     | ARG     | SMR     | BEL     | MON     | ESP     | FRA     | GBR     | ALL     | AUT     | P-B     | ITA     | CAN     | LVE     | 10              | 8e         |
| 1981   | Ragno Arrows Beta Racing Team | Ford-Cosworth DFV V8 | Michelin Pirelli | Riccardo Patrese   | Abd.    | 3e      | 7e      | 2e      | Abd.    | Abd.    | Abd.    | 14e     | 10e     | Abd.    | Abd.    | Abd.    | Abd.    | Abd.    | 11e     | 10              | 8e         |
| 1981   | Ragno Arrows Beta Racing Team | Ford-Cosworth DFV V8 | Michelin Pirelli | Siegfried Stohr    | Nq      | Abd.    | 9e      | Nq      | Abd.    | Abd.    | Abd.    | Nq      | Abd.    | 12e     | Abd.    | 7e      | Nq      |         |         | 10              | 8e         |
| 1981   | Ragno Arrows Beta Racing Team | Ford-Cosworth DFV V8 | Michelin Pirelli | Jacques Villeneuve |         |         |         |         |         |         |         |         |         |         |         |         |         | Nq      | Nq      | 10              | 8e         |

Légende : ici 